# Cerodontha inconspicua
Cerodontha inconspicua este o specie de muște din genul Cerodontha, familia Agromyzidae. A fost descrisă pentru prima dată de Malloch în anul 1913. Conform Catalogue of Life specia Cerodontha inconspicua nu are subspecii cunoscute.